# Lissa (mitologia)
Lissa (in greco antico: Λύσσα?, Lýssa, in attico Λύττα, Lýtta) è, nella mitologia greca, la dea della rabbia ardente e del furore cieco.

## Mito
È nata dall'unione di Nix e del sangue di Urano. Lissa è rappresentata da Euripide nell'Eracle come una Furia: per ordine di Era, Iride la conduce al cospetto di Eracle perché se ne impossessi; l'eroe, impazzito per furore, uccide la moglie e i figli. Rappresenta un personaggio abbastanza spietato e colmo di terribili sfaccettature, prime tra tutte la crudeltà; pur rappresentando la pura pazzia di Eracle, Euripide sceglie di connotare la furia di Lissa con un minimo di furbizia, come si addice a tutti i demoni: non condivide la scelta di Era e si ribella alla sua decisione, ma essendo costretta ad agire, lo fa nel modo più terribile, spietato e crudele.
Secondo un altro mito, raffigurato su un cratere a campana conservato al Museum of Fine Arts di Boston, Lissa fece impazzire i cani del giovane Atteone per uccidere il loro padrone, dopo che il cacciatore aveva visto Artemide nuda mentre faceva il bagno e non aveva distolto lo sguardo.